# Перчейз-колледж

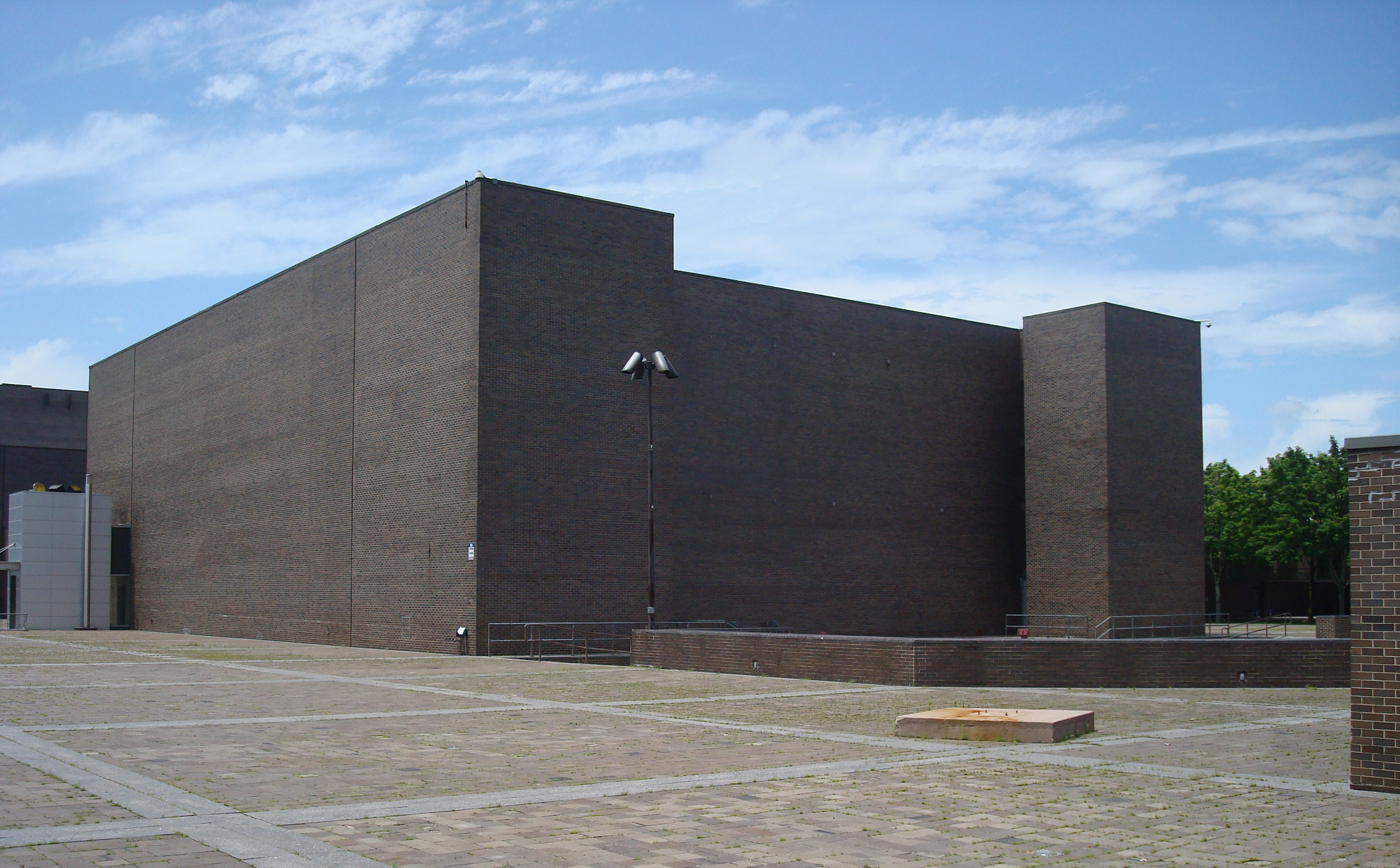
Арт-центр

Университет штата Нью-Йорк в Перчейзе (англ. State University of New York at Purchase) или Перчейз-колледж (англ. Purchase State College) — один из 13 общественных колледжей Университета штата Нью-Йорк.
Основан губернатором Нельсоном Рокфеллером в 1967 году как "культурная жемчужина системы SUNY". Расположен в г. Перчейз. Его кампус объединяет  гуманитарный колледж, консерваторию, арт-центр и музей Нойбергер. Кампус расположен в центре открытых полей и раскидистых лесов, примерно в 50 километрах (или в нескольких минутах езды на поезде) к северу от Нью-Йорка. 
Здесь присуждаются следующие степени:  
- бакалавр искусств (BA),
- бакалавр наук (BS),
- бакалавр изящных искусств (BFA),
- бакалавр музыки (MusB),
- магистр искусств (MA),
- магистр изящных искусств (MFA)
- магистр музыки (MM).[5]

В качестве требования для получения степени бакалавра студенты выполняют выпускной проект, в котором они посвящают два семестра углубленному, оригинальному и творческому исследованию под наблюдением преподавателя-наставника. Аналогичным образом, обучение на программах BFA и MusB завершается выставкой, фильмом или сольным концертом. Кульминацией программ магистратуры является защита диссертации, а программ MFA и MM — выставка, сольный концерт или соответствующая презентация.

## История
Земля, которая впоследствии станет колледжем Перчейз, была впервые заселена семьей Томасов в 1734 г.Джон Томас был членом ассамблеи в колониальном Нью-Йорке с 1743 по 1776 гг. Он служил судьей в суде общей юрисдикции в Вестчестере.
Сыновья Джона Томаса, Джон Томас-младший и Томас Томас, также боролись за независимость Америки. Томас Томас позже был назначен генералом. Он похоронен на семейном кладбище Томасов, которое находится за Музеем искусств Нойбергера на территории колледжа Перчейз. Высокий обелиск из белого камня посвящен генералу Томасу и его семье.
В 2019 году Томас Дж. Шварц объявил, что уходит с поста президента колледжа после 18 лет работы. Попечительский совет Университета штата Нью-Йорк назначил Денниса Крейга временным президентом колледжа Purchase с 1 августа 2019 года. Доктор Милагрос Пенья была назначена следующим президентом колледжа Purchase в мае 2020 года.

## Академический рейтинг

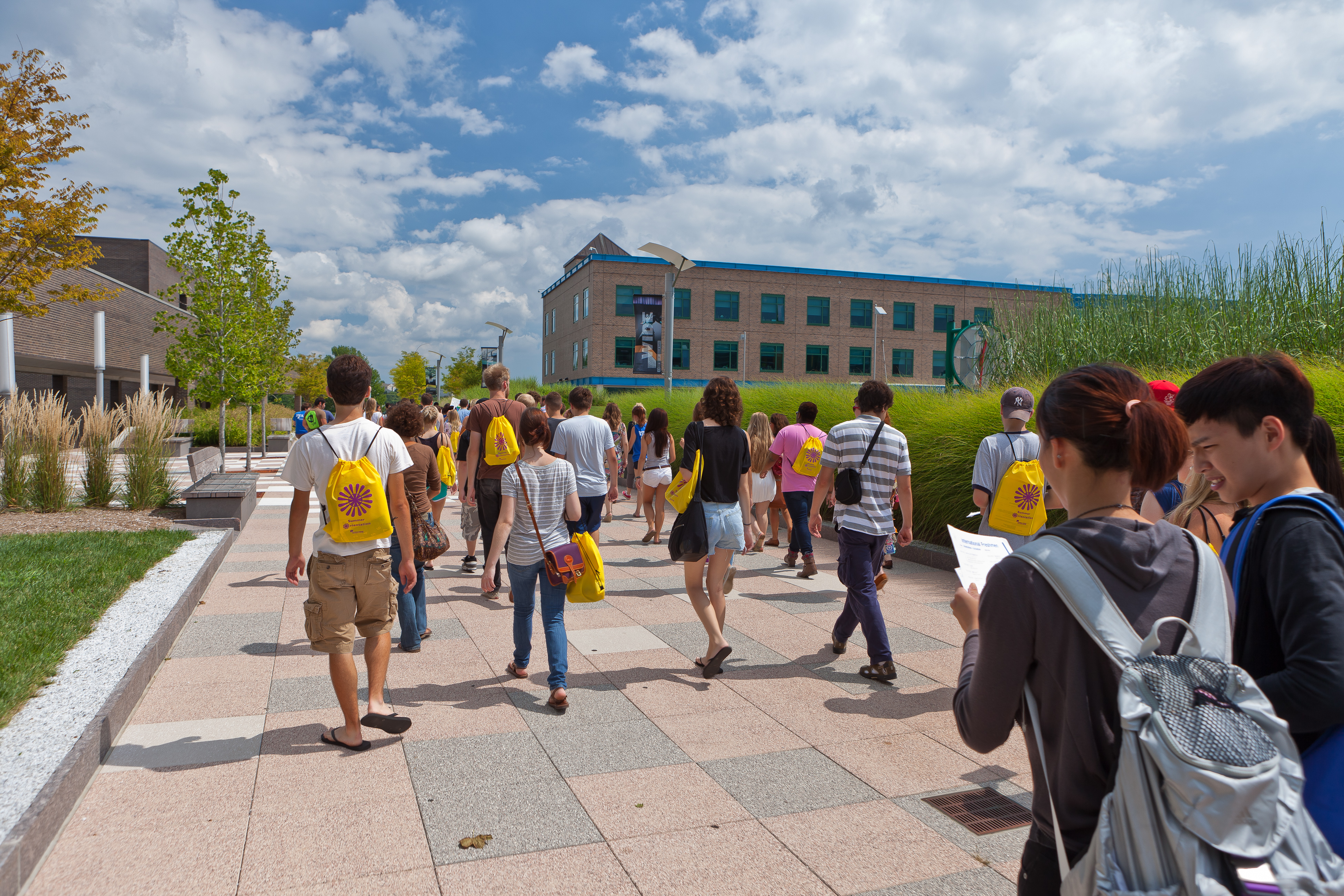
Студенты в 2013 году

По состоянию на 2022 год, в колледже Пёрчейз обучалось 3 226 студентов, из них на бакалаврские программы пошли 3 149 человек, а на магистерские - 77. 59% студентов колледжа - женщины. Более 15% студентов впервые в истории своей семьи поступили в вуз. Около 83% поступивших - жители Нью-Йорка, остальные - из 40 штатов и 24 иностранных государств.
Большая часть студентов поступала на факультеты Свободных искусств и Наук (52%).
Колледж Пёрчейз занял 8-е место в списке лучших Национальных Публичных Колледжей Свободных искусств. 
Он также вошел в список 100 лучших государственных колледжей за 2013 и 2014 годы по версии "Princeton Review".

## Школа искусств

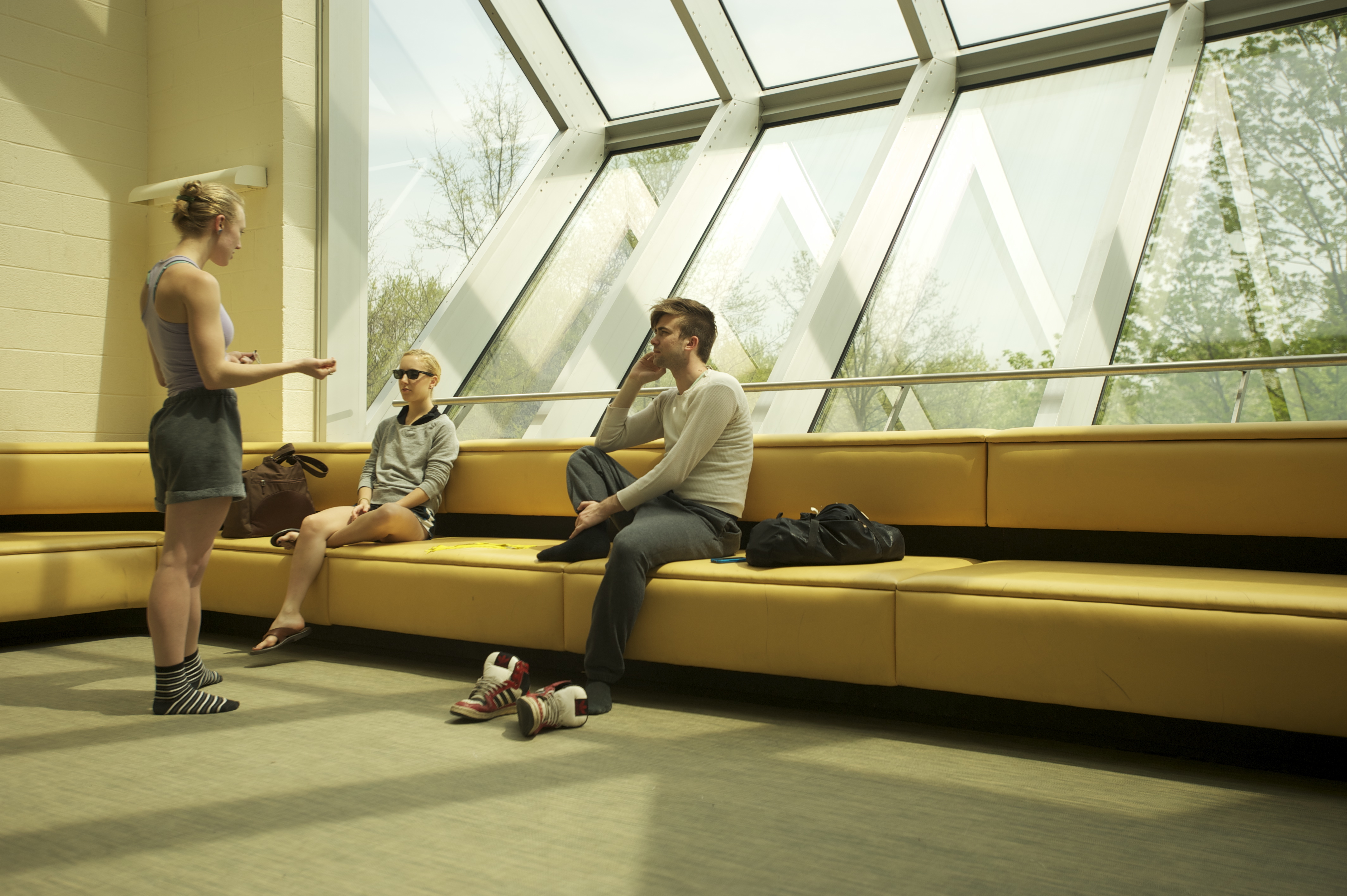
Внутри здания "Танцевальной консерватории"

В Школе искусств колледжа Пёрчейз работают школы "Искусство+дизайн" и "Арт-менеджмент". В её ведении также находятся факультеты танца, музыки и театрального искусства колледжа Перчейз. Большинство курсов, предлагаемых на программах бакалавриата в Школе искусств, открыты для всех студентов колледжа. 

### Подразделения
- Школа искусства+дизайна
- Танцевальная консерватория
- Музыкальная консерватория
- Консерватория театральных искусств

## Школа свободных искусств и наук
Студенты могут выбрать одну из 23 отдельных специальностей или разработать междисциплинарную специальность из нескольких курсов обучения.

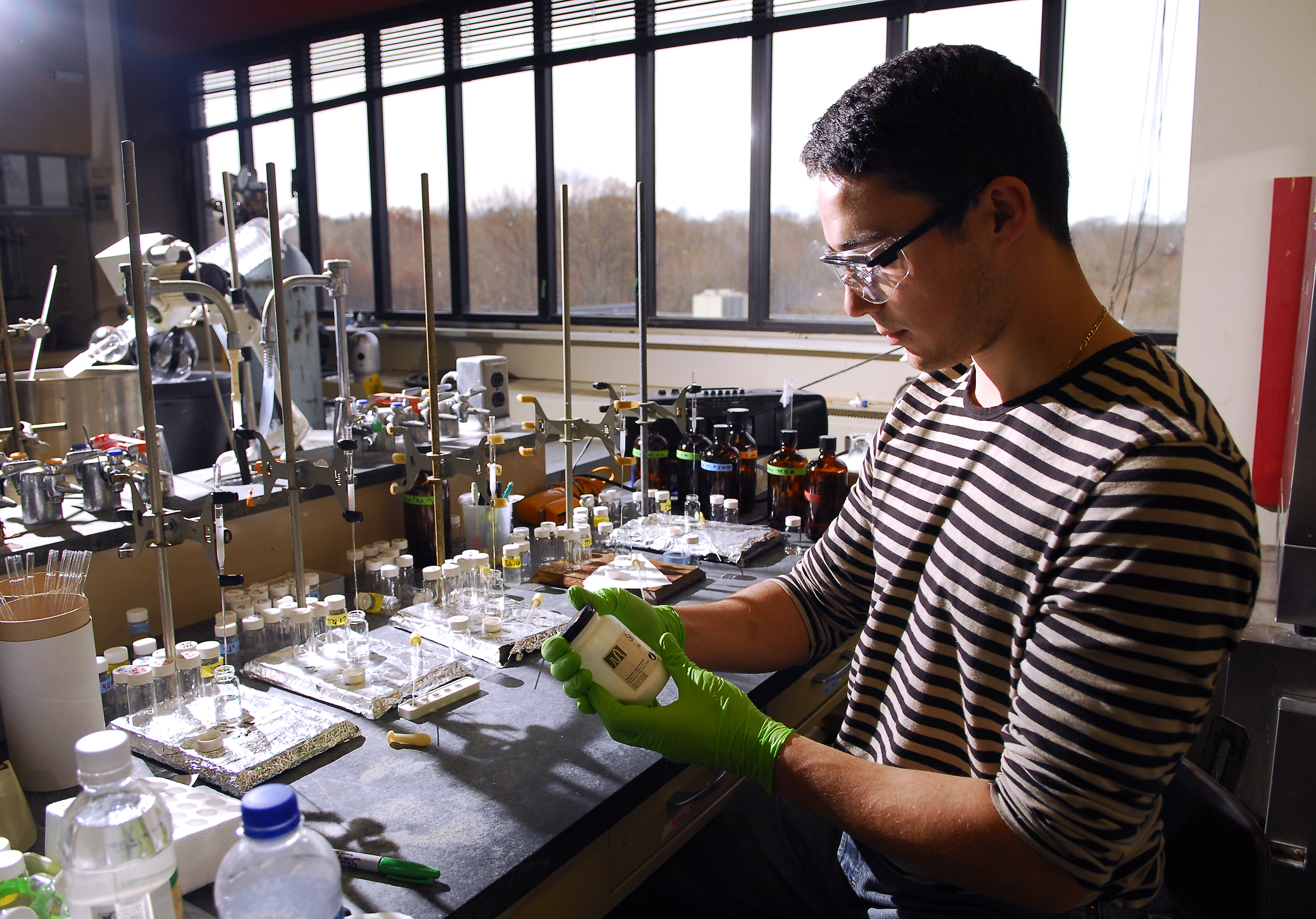
Студент направления естественных наук

Ежегодный цикл лекций "Durst Lecture Series", поддерживаемый грантом семьи Durst, собирает в здании Школы известных писателей. Среди лекторов прошлых лет - писатели Тим О'Брайен, Хетти Джонс, Клаудия Ранкин и Манола Даргис.

### Подразделения
- Школа кино и изучения медиа
- Школа гуманитарных наук
- Школа естественных и социальных наук
- Факультет междисциплинарных исследований

## Школа либеральных исследований и непрерывного образования
Этот факультет студентам получить степень бакалавра. Школа присваивает степень бакалавра либеральных исследований, которая предназначена для студентов, которые хотят получить степень в сжатые сроки и ищут гибкий график. Школа также предлагает программы непрерывного образования и сертификаты, зимнюю сессию в режиме онлайн и летнюю сессию колледжа.

## Известные выпускники
См. категорию «Выпускники Перчейз-колледжа»